# Арле (Горња Лоара)
Арле (фр. Arlet) насеље је и општина у централној Француској у региону Оверња, у департману Горња Лоара која припада префектури Бријуд.
По подацима из 2011. године у општини је живело 23 становника, а густина насељености је износила 3,98 становника/km². Општина се простире на површини од 5,78 km². Налази се на средњој надморској висини од 580 метара (максималној 933 m, а минималној 545 m).

## Демографија
| 1962. | 1968. | 1975. | 1982. | 1990. | 1999. | 2011. |
| ----- | ----- | ----- | ----- | ----- | ----- | ----- |
| 28    | 42    | 31    | 28    | 25    | 20    | 23    |

График промене броја становника у току последњих година